# Lasianthus pilosus
Lasianthus pilosus är en måreväxtart som beskrevs av Robert Wight. Lasianthus pilosus ingår i släktet Lasianthus och familjen måreväxter.

## Underarter
Arten delas in i följande underarter:
- L. p. angustifolius
- L. p. pilosus